# ルパート・ホラース
ルパート・ホラース（Rupert Hollaus、1931年9月4日 - 1954年9月11日）はオーストリアのトライセン出身のオートバイレーサー。1954年のロードレース世界選手権125ccクラスチャンピオンである。

## 略歴
ホラースは1953年にNSUのマシンでロードレース世界選手権への参戦を開始した。
参戦2年目の1954年シーズン、ホラースは開幕から4連勝という圧倒的な速さで125ccクラスのチャンピオンシップをリードしていた。ところがモンツァ・サーキットで行われた第5戦イタリアGPの予選で、ホラースは事故死してしまう。この時点で十分なリードを築いていたホラースに他のライダーが残り2戦で追いつくことはできず、ホラースは死後にこの年のタイトルを獲得した。また250ccクラスでも、NSUのチームメイトであるヴェルナー・ハースに次ぐランキング2位となった 葬儀はオーストリアの国葬であり、当時の新聞には　彼は自国の栄誉を高らかに歌い続けている時天に召されたとある。

## ロードレース世界選手権での戦績
| 順位     | 1 | 2 | 3 | 4 | 5 | 6 |
| ポイント | 8 | 6 | 4 | 3 | 2 | 1 |

- 凡例
- ボールド体のレースはポールポジション、イタリック体のレースはファステストラップを記録。

| 年   | クラス | チーム         | 1     | 2     | 3     | 4     | 5     | 6     | 7     | 8     | ポイント | 順位 | 勝利数 |
| ---- | ------ | -------------- | ----- | ----- | ----- | ----- | ----- | ----- | ----- | ----- | -------- | ---- | ------ |
| 1953 | 125cc  | NSU            | IOM - | NED - | GER - | ULS - |       | ITA - | SPA 3 |       | 4        | 9位  | 0      |
| 1953 | 250cc  | モト・グッツィ | IOM - | NED - | GER 6 | ULS - | SUI - | ITA - | SPA - |       | 1        | 15位 | 0      |
| 1954 | 125cc  | NSU            |       | IOM 1 | ULS 1 | NED 1 | GER 1 |       | ITA - | SPA - | 32       | 1位  | 4      |
| 1954 | 250cc  | NSU            | FRA 3 | IOM 2 | ULS - | NED 2 | GER 2 | SUI 1 | ITA - |       | 26       | 2位  | 1      |